# Muscodor
Muscodor es un género de hongos en la familia Xylariaceae que se destacan por producir una variedad de compuestos orgánicos volátiles, que inhiben el crecimiento de otros hongos. La primera especie identificada fue M. albus. Otras especies son M. roseus y M. vitigenus.
Las especies Muscodor habitan en Honduras, Venezuela, Tailandia, Brasil, y el Territorio del Norte en Australia. Los miembros de este género se cree prefieren los bosques húmedos tropicales o monzónicos; los esfuerzos realizados para detectarlos en bosques húmedos templados en el sur de Australia y sur de Chile no han tenido éxito.